# Jean Grémillon
Pour les articles homonymes, voir Grémillon.
Jean Grémillon, né le 3 octobre 1901 à Bayeux (Calvados) et mort le 25 novembre 1959 à Paris, est un réalisateur et scénariste français.
Musicien, compositeur et auteur, Grémillon est réputé pour son œuvre singulière. Il fait partie des réalisateurs les plus importants de l'histoire du cinéma français, notamment selon Bertrand Tavernier.

## Biographie
Issu d'un milieu modeste de Basse-Normandie, à Cerisy-la-Forêt, le jeune Grémillon doit d'abord imposer à son père, employé aux Chemins de fer de l'Ouest, son désir de faire des études musicales. En 1920, il vient à Paris suivre les cours de la Schola Cantorum, notamment ceux de Vincent d'Indy. Il se lie à l'avant-garde musicale et théâtrale des années 1920, et découvre le cinéma comme violoniste de salle, en accompagnant des films muets. Il accepte des commandes de courts-métrages liés au monde du travail, puis réalise ses premiers courts-métrage personnels sur le thème maritime, avec Tour au large et La Croisière de l'Atalante.
Il tourne son premier long-métrage dès la fin du muet, Maldone, sous l'œil bienveillant de Charles Dullin, qui produit le film, tout en incarnant le premier rôle. Mais la version écourtée par le distributeur (sans accord de l'auteur) rencontre un succès médiocre. Gardiens de phare, produit par Jacques Feyder en 1929, est un succès, ce qui l'amène à rencontrer le scénariste Charles Spaak, avec lequel il réalise La Petite Lise. Le film provoque leur renvoi immédiat de Pathé-Natan. La sortie du film est délibérément sabotée.
En 1937, il co-réalise en Espagne Sentinelle, alerte ! avec Luis Buñuel, d'après une opérette de Carlos Arniches - film purement alimentaire pour lui. La même année, il fait tourner Jean Gabin dans Gueule d'amour et, l'année d'après, Raimu dans L'Étrange Monsieur Victor, deux films notables qui lui assurent la consécration artistique et populaire.
En 1939, il réalise Remorques, avec Jean Gabin, Michèle Morgan et Madeleine Renaud, et pendant l'Occupation, il tourne Lumière d'été avec Madeleine Robinson et Pierre Brasseur, et Le ciel est à vous, avec Madeleine Renaud et Charles Vanel, souvent considéré comme l'un de ses chefs-d'œuvre.
En 1944, il adhère au Parti communiste français. La même années, le réalisateur est élu Président de la Cinémathèque Française. En 1945, parti à la recherche de sa famille en Normandie, il y tourne le premier sur les ruines du Débarquement : Le 6 juin à l'aube.
Il se lance dans plusieurs projets de films historiques à visées révolutionnaires, notamment sur la Commune de Paris, la guerre d'Espagne, mais aucun ne voit le jour, en raison de l'abandon des projets par les producteurs - notamment le Ministère de la Culture commanditaire.
Il aime se retirer dans sa maison familiale de Normandie, à Cerisy-la-Forêt, et y travailler de longs mois à ses projets.
Il est élu président du Syndicat national des techniciens de la production cinématographique et de télévision le 9 avril 1946, fonction qu'il occupe jusqu'au 24 mars 1948. À ce titre il joue un rôle principal lors de l'action menée pour l'institution du Fonds de soutien automatique à la production cinématographique, après la signature des accords Blum-Byrnes en 1946.
Après quatre ans passés sans tourner, il réalise Pattes blanches sur un scénario de Jean Anouilh, qui déroute la critique et le public, puis L'Étrange Madame X et L'Amour d'une femme, avec Micheline Presle, autre chef-d'œuvre méconnu, féministe et trop en avance sur son temps, où il traite du déchirement d'une femme médecin entre sa vocation et son amour.
Ne parvenant plus à trouver de financement, il crée avec son épouse Christiane et des amis une petite société de production, Les Films du Dauphin, qui lui rend son indépendance pour tourner des courts-métrages sur l'acte de création : Basse-Lisse, André Masson, etc.
Atteint d'un cancer, Jean Grémillon meurt prématurément à 58 ans, le même jour que Gérard Philipe avec lequel il militait et avait un important projet de tournage.
Il est inhumé au cimetière de Saint-Sulpice-de-Favières, dans l'Essonne, avec son épouse décédée en 1992.

## Hommages
Le collège de Saint-Clair-sur-l'Elle, dans la Manche, porte son nom, ainsi qu'une résidence universitaire du CROUS de Caen située à Hérouville-Saint-Clair, et une rue de Bayeux.
Au Mans, une rue située à proximité de l'université du Maine porte son nom, de même qu'à Port-Bail-sur-Mer. 
Une esplanade lui est consacrée à Saint-Lô, à proximité immédiate du cinéma de la ville.

## Filmographie
Plusieurs des longs-métrages de Grémillon, parmi lesquels Gardiens de phare et La Petite Lise, ont longtemps été considérés comme perdus. Tous ont été finalement retrouvés et restaurés à partir du milieu des années 1970.

### Courts métrages
- 1923 : Le Revêtement des routes
- 1923 : Chartres
- 1924 : L'Étirage des ampoules électriques
- 1924 : Les Parfums
- 1924 : Le Roulement à billes
- 1924 : La Photogénie mécanique
- 1924 : La Fabrication du fil
- 1924 : La Fabrication du ciment artificiel
- 1924 : La Bière
- 1924 : Du fil à l'aiguille
- 1925 : Les Aciéries de la marine et d'Homécourt
- 1925 : L'Électrification de la ligne Paris-Vierzon
- 1925 : L'Éducation professionnelle des conducteurs de tramway
- 1925 : L'Auvergne
- 1925 : La Naissance des cigognes
- 1926 : La Vie des travailleurs italiens en France
- 1926 : La Croisière de l'Atalante
- 1927 : Gratuités
- 1928 : Bobs
- 1932 : Le Petit Babouin
- 1949 : Les Charmes de l'existence (coréalisateur : Pierre Kast)
- 1951 : Le Choix le plus simple, court métrage d'Henri Aisner (voix)
- 1951 : Les Désastres de la guerre de Pierre Kast (commentaire et musique)
- 1952 : L'Encyclopédie filmée - segment Alchimie
- 1952 : Astrologie ou le miroir de la vie
- 1955 : La Maison aux images
- 1958 : André Masson et les quatre éléments

### Moyens métrages
- 1926 : Un tour au large
- 1926 ; La Croisière de l'Atalante
- 1933 : Gonzague ou l'accordeur
- 1945 : Le 6 juin à l'aube

### Longs métrages
- 1928 : Maldone
- 1929 : Gardiens de phare
- 1930 : La Petite Lise
- 1931 : Daïnah la métisse
- 1932 : Pour un sou d'amour
- 1934 : La Dolorosa
- 1935 : Valse royale
- 1936 : Les Pattes de mouches
- 1937 : Sentinelle, alerte ! (¡Centinela, alerta!)
- 1937 : Gueule d'amour
- 1938 : L'Étrange Monsieur Victor
- 1941 : Remorques
- 1942 : Lumière d'été
- 1943 : Le ciel est à vous
- 1949 : Pattes blanches
- 1951 : L'Étrange Madame X
- 1953 : L'Amour d'une femme

### Récompenses
- 1949 : prix spécial (photographie et montage) au festival international du film de Locarno pour Pattes blanches
- 1950 : prix du court métrage international à la Mostra de Venise pour Les Charmes de l'existence

## Publication
- Grémillon Jean, Le Cinéma ? Plus qu'un art !… Écrits et propos. 1925-1959, préface de Paul Vecchiali, textes rassemblés par Pierre Lherminier, L'Harmattan, 2010
- Agel Henri, Jean Grémillon, Paris, Seghers, 1969.
- Billard Pierre, Jean Grémillon, Paris, L’Avant-Scène Cinéma / Anthologie du Cinéma, n° 20, 1966.
- Calvet Yann et Roger Philippe (sous la dir.), Jean Grémillon et les quatre Éléments, Villeneuve d’Ascq, Presses Universitaires du Septentrion, 2019.
- L’Étrange M. Grémillon, Paris, BnF, 2001.
- 1895. Revue d'histoire du cinéma, hors‐série Jean Grémillon, octobre 1997, p. 5‐14.
- Païni Dominique, « Les cinq vies de Jean Grémillon, I : Grémillon muet », Les Cahiers du cinéma, n° 693, octobre 2013, p. 88-89.
- Roger Philippe, Lumière d’été de Jean Grémillon, Crisnée, Yellow Now, 2015.
- Sellier Geneviève, Jean Grémillon. Le cinéma est à vous, Paris, Klincksieck, 2012.
- Tixier Nicolas et Warren Michel, Jean Grémillon. Cinéaste (1901-1959), Grenoble, Fédération des Cinémathèques et Archives de Films de France, 1997.

#### Ouvrages
- Henri Agel, Jean Grémillon, Seghers, 1969 ; rééd. Pierre Lherminier, 1984  (ISBN 2-86244-031-0).
- Geneviève Sellier, Jean Grémillon. Le cinéma est à vous, préface de Michel Marie, Méridiens Klincksieck, 1989.
- Philippe Roger, Lumière d'été de Jean Grémillon, Yellow Now, 2015.

#### Articles
- Alain Weber, « Les films muets de Jean Grémillon », 1895, revue d'histoire du cinéma, no 16,‎ 1994, p. 77-85 (lire en ligne)
- « Jean Grémillon », 1895, revue d'histoire du cinéma, no hors-série, 144 pages,‎ 1997 (lire en ligne)
- Pierre Murat, « Hommage à Jean Grémillon, cinéaste au plus près des secrets », Télérama, 20 mars 2021.

### Ressources audiovisuelles
- « Jean Grémillon filmé par Pierre Le Bris », archive conservée à la Cinémathèque de Bretagne.